# سنت مینور
سنت مینور (به انگلیسی: St Minver) یک روستا در بریتانیا است که در St Minver Highlands واقع شده‌است. سنت مینور ۲٬۳۹۳ نفر جمعیت دارد.